# Fællesskabets Mindelund af 1969
Fællesskabets Mindelund af 1969 er en mindelund ved Kongensbro i Silkeborg Kommune for faldne danske frivillige på tysk side under kampene på Østfronten under 2. verdenskrig.
Det centrale element i mindelunden er en mindesten med inskriptionen:
MINDE OVER

DE 4000 FALDNE FRIVILLIGE

FRA DANMARK

1939 – 1945
Over teksten ses et kors kombineret med et solhjul. Symbolet stammer fra Christian Frederik von Schalburg, leder af Frikorps Danmark. I maj 1942 sendte han et brev til Frits Clausen, lederen af DNSAP, hvor han beskrev symbolet og bad om, at det måtte blive brugt i dødsannoncer for de danske faldne på Østfronten, hvilket også blev tilfældet. Tallet 4.000 stemmer ikke med nyere vurderinger, der regner med ca. 2.000 faldne ud af ca. 6.000 frivillige. Det er formodentlig baseret på tal fra den tidligere officer i Frikorps Danmark Oluf Krabbe, der i bogen Danske soldater i kamp på østfronten 1941-1945 fra 1976 regner med 8-9.000 frivillige, hvoraf ca. 4.000 faldt.
På en tavle ved siden af stenen præsenteres mindelunden med teksten:
MINDELUND for DANSKE

FALDET I FINLANDS KAMP MOD

KOMMUNISMEN UNDER ANDEN

VERDENSKRIG

Skænket af venner og slægtninge 1971
Teksten på tavlen kunne forlede til at tro, at der var tale om en mindelund for de finlandsfrivillige fra Vinterkrigen 1939-40. De godt 1.000 danske finlandsfrivillige kom imidlertid aldrig i kamp, og teksten må siges at være "en omskrivning af historien". Mere præcis er en informationstavle fra 2003 for Fællesskabets Mindefond af 1969, der også er anbragt på stedet. Her hedder det om oprettelsen: "For at der kunne blive oprettet en dansk mindeplads til ære og minde om de danskere, som deltog i 2. verdenskrig på tysk side."
Mindelundens udseende har været lidt forskelligt gennem tiden. Oprindeligt var der angiveligt tale om "en natursten uden inskription på en skrænt på naturgrunden blot med en jordtrappe op til stenen og en mindeplade for foden af trappen." Ved en genindvielse i 1977 var der angiveligt tale om et birketræskors. I en artikel fra 1992 beskrives mindelunden med følgende ord: "En lille lysning i træerne ned mod Gudenåen, et ydmygt trækors, en flækket granitsten – et stille sted." Et foto i artiklen viser et simpelt trækors med et fastgjort lamineret papir med samme tekst som i dag ses på tavlen ved siden af stenen. Det fremgår også, at der må have været en mindetavle på stedet dengang: "Søjlen under mindepladen er armeret med svovl, asfalt og jernstænger og fastgjort til en stor cementklods." I en artikel fra 2000 skrives der: "På stenen i den lille mindelund uden for Silkeborg hyldes de kammerater, der faldt "i kampen mod kommunisen"." Stenen må derfor antages at være blevet rejst mellem 1992 og 2000. Nogle fotos viser en såkaldt "dødsrune" af birketræ ved siden af mindestenen, et symbol ofte brugt ved begravelser på Østfronten, men en sådan ses ikke pr. april 2007. På bakken med trappeanlæg bag stenen lå der på dette tidspunkt et stort kors af birketræ, som var væltet, øjensynligt af sig selv.

## Mindelundens historie
Der etableredes allerede under besættelsen et mindesmærke for de danske faldne fra Waffen-SS. Det blev indviet 2. juni 1944 i parken ved Høveltegård i Nordsjælland, hvor Schalburgkorpsets skole hørte hjemme. Datoen var ikke tilfældig, da det var på den dato, frikorpsets leder, Christian Frederik von Schalburg, var faldet i 1942. Indvielsen foregik under Knud Børge Martinsens ledelse, Schalburgs afløser og nu leder af Schalburgkorpset, og med deltagelse en række ledende tyskere i Danmark: Werner Best, Otto Bovensiepen, Günther Pancke, Gottlob Berger og Bruno Boysen. Mindesmærket havde form som en gravhøj med en lille stendysse anbragt på toppen. På højens sider var der anbragt marmorplader med navnene på de døde angivet med metalbogstaver. Dette mindesmærke blev dog umiddelbart efter befrielsen bortsprængt.
1960 begyndte en gruppe bestående af tidligere officerer i Frikorps Danmark og medlemmer af DNSAP, bl.a. Ejnar Jørgensen (født 20. marts 1898), medstifter af DNSAP og folketingsmand for partiet fra marts 1943, at arbejde for oprettelsen af en mindelund. I 1969 donerede Harry Jensen (som faktisk aldrig havde været i Frikorpset, men arbejdede som OT-mand (OT = "Organisation Todt") i Norge) en grund på 7.150 kvadratmeter til Fællesskabets Mindefond af 1969 for 4.000 kroner med henblik på oprettelsen af en mindelund.
Planen om mindelunden blev offentligt kendt lørdag den 12. juni 1971 via Folkebladet i Randers, der på forsiden med store typer fortalte: "NAZI-mindelund skal placeres ved Gudenå!" Det skabte debat. Allerede mandag den 14. juni kunne Folkebladet på forsiden fortælle om protester fra bl.a. Jørgen Barfod som formand for Sammenslutningen af danske fanger fra Frihedskampen 1940-45 og Jens Toldstrup. I Folketinget stillede Mogens Camre, daværende folketingsmedlem for Socialdemokratiet, 23. juni et spørgsmål til statsminister Hilmar Baunsgaard: "Hvad agter regeringen at gøre for at forhindre de planer, som en kreds af tidligere nazister og nazisympatisører har om at oprette en mindepark for faldne landssvigere?" Statsministeren afviste dog at blande sig under henvisning til, at man ikke ville indskrænke den personlige handlefrihed, hvis der ikke forelå en konflikt med den vedtagne lovgivning. Mindelunden blev indviet lørdag den 25. september 1971 under medvirken af kaptajn Poul Sommer, kaptajn i det tyske luftvåben og leder af Sommerkorpset under Besættelsen. Ca. 100 veteraner og pårørende var mødt op foruden et indbudte tyske veteraner fra Flensborg. Ved indvielsen sagde Poul Sommer:
"Den skal først og fremmest mane samtiden og eftertiden til forståelse for den livsindstilling, som den enkelte bragte sit offer for. Den tale skal ud til det danske folk i den kommende tid, og den vil få betydning for et land, som er på vej mod afgrunden."
Dagen efter indvielsen besøgte teknisk udvalg fra Kjellerup Kommune mindelunden, men fandt ingen overtrædelser af byggeloven, hvorfor kommunen ikke ville gribe ind. Kort efter indvielsen blev mindelunden udsat for hærværk. Onsdag den 29. september kunne Folkebladet i Randers således på forsiden under overskriften "Hærværk i nat mod mindelunden" fortælle, at mindestenen var blevet væltet ned ad skråningen, skiltet væltet og blomster fra indvielsen spredt i området. Mere dramatisk gik det dog for sig i weekenden efter indvielsen, så Folkebladet kunne mandag den 4. oktober på forsiden fortælle om "Sabotører i aktion i nazi-mindelunden". Mindestenen var denne gang blevet sprængt i luften. Gerningsmanden viste sig at være fra Korsør, og selvom Mindefonden fik udbetalt en erstatning blev mindelunden ikke straks genoprettet, da amtet forbød mindelunden med begrundelsen, at vejen, der fører til mindelunden, var privatvej og ikke måtte benyttes til trafik til mindelunden.
I 1977 afsluttedes en intern uenighed om Mindelundens tilhørsforhold. Nynazister havde forsøgt at overtage foreningen, men det blev forhindret. Foreningen kunne ikke forhindre, at der ved den lejlighed var et nynazistisk optrin hvor bl.a. Hans Christian Krogh-Petersen fra Danmarks Nationalsocialistiske Ungdom talte. Han skulle have sagt:
"Dette er ikke kun en mindeplads, det er også et samlingspunkt, hvor vi skuer fremad i stedet for bagud."
Også denne gang blev mindelunden kort efter udsat for hærværk, hvor mindestenen forsøgt bortsprængt. Fællesskabets Mindefond har siden dengang taget afstand fra nynazistiske grupperinger. I årene siden 1977 har mindelunden ved flere lejligheder været udsat for hærværk. Natten til 26. august 1992 således fra en gruppe, der kaldte sig "Militante Anti-Fascister". Gruppen fjernede mindestenen, kors og skilte samt trappeanlægget ved Mindelunden og plantede en rød fane på stedet. 30. maj 2002 blev mindestenen væltet, sokler smadret og der blev påmalet hammer og segl af en gruppe, der kaldte sig AFA (= "AntiFascistisk Aktionsgruppe". Senest blev mindestenen natten mellem 30. og 31. maj 2005 malet lyserød af en gruppe, der kaldte sig "Lokale Anti-Fascister".
På et tidspunkt tog Kirkeministeriets stilling et et testamentarisk ønske fra veteranen Arne Marius Jepsen om at få sin urne nedsat i mindelunden. Sagen endte med en afvisning af ønsket.